# 帕蓋吉艾 (市鎮)
帕蓋吉艾是立陶宛陶拉格縣内的市镇，位于该国西部，行政中心为帕蓋吉艾。市镇面積为537平方公里，2020年人口数量为7,288人。